# Episodi di Una pupa in libreria (prima stagione)
La prima stagione della sitcom Una pupa in libreria è stata trasmessa in prima visione negli Stati Uniti d'America da Fox dal 13 aprile al 18 maggio 2005.
In Italia è stata trasmessa in prima visione da Italia 1 dal 6 gennaio al 3 febbraio 2007.
| nº | Titolo originale      | Titolo italiano          | Prima TV USA   | Prima TV Italia |
| -- | --------------------- | ------------------------ | -------------- | --------------- |
| 1  | Pilot                 | Attrazione fatale        | 13 aprile 2005 | 6 gennaio 2007  |
| 2  | Beat the Candidate    | Un posto per due         | 20 aprile 2005 | 13 gennaio 2007 |
| 3  | A Fan For All Seasons | Ammiratore a tempo pieno | 27 aprile 2005 | 20 gennaio 2007 |
| 4  | Gavin's Pipe Dream    | Il sogno                 | 11 maggio 2005 | 27 gennaio 2007 |
| 5  | The Ex-Appeal         | Il fascino dell'ex       | 18 maggio 2005 | 3 febbraio 2007 |